# لا ایروئلا
لا ایروئلا (به اسپانیایی: La Iruela) یکی از دهستان‌های استان خائن در کشور اسپانیا است. این شهر با مساحت ۱۲۴ کیلومتر مربع، ۲۱۳۲ تن جمعیت دارد.